# San Antonio del Nuevo Mundo
San Antonio del Nuevo Mundo fue una mina de plata en el sur de lo que hoy es Bolivia. Estuvo activa en el siglo XVII cuando estos territorios eran parte de la Provincia de Charcas y más específicamente del corregimiento de Lípez. Se ubica aproximadamente a una altitud de 4500 m snm. Las vetas de la mina fueron descubiertas en 1640. Para proveer a la mina de mano de obra se usó el asiento minero y no la mita minera como en las minas de Potosí. La minería trajo a migrantes de lugares como Potosí, Oruro y Cusco o de otras partes de Lípez. De los trabajadores que se consideraban originarios del lugar vanian varios de los alrededores del salar de Uyuni que se ubicaba al norte de la mina.